# Kirchstraße 21 (Hard)

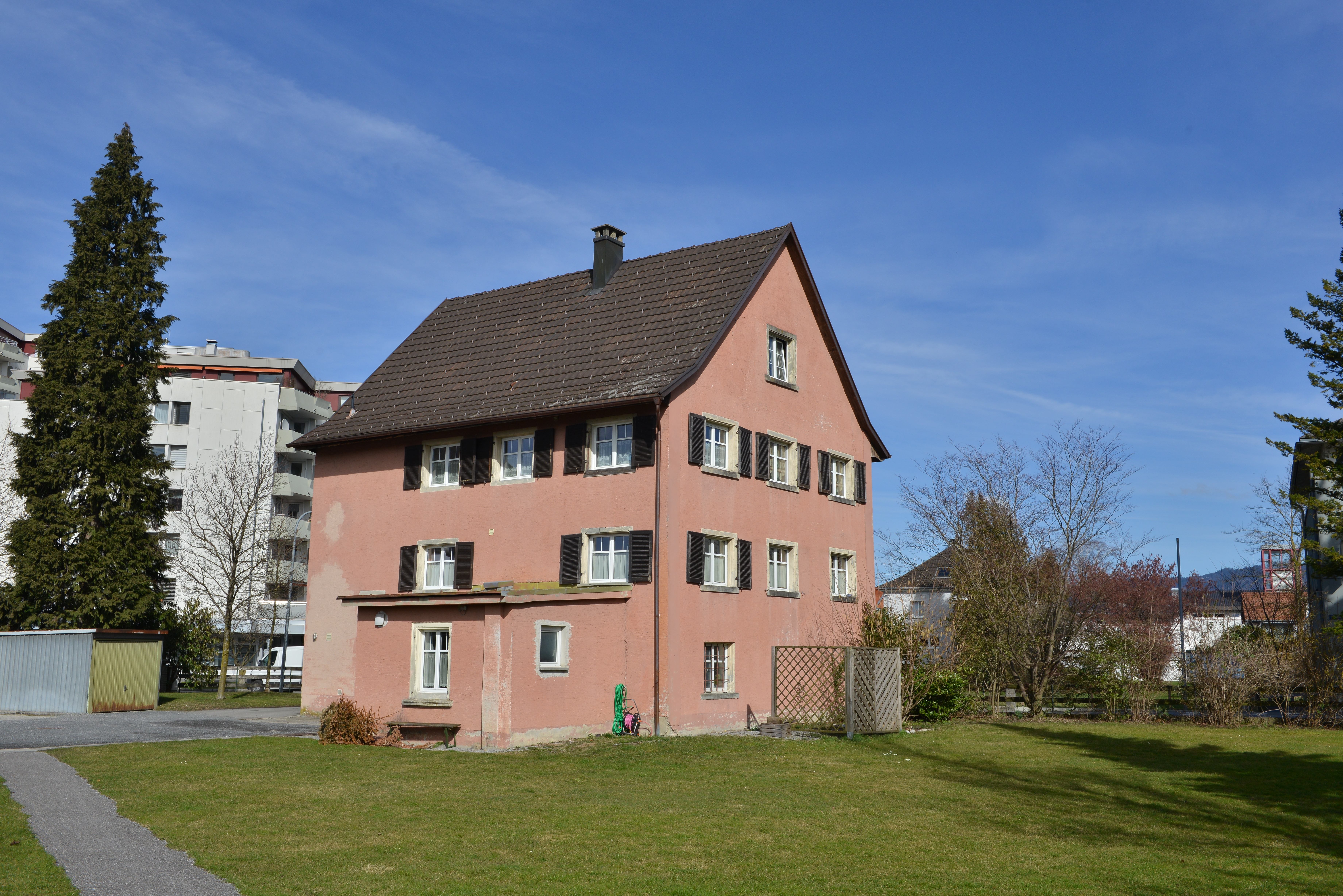
Alter Pfarrhof Kirchstraße 21, Hard (2014)

Das Gebäude Kirchstraße 21 ist ein Baudenkmal in der österreichischen Marktgemeinde Hard. 

## Beschreibung
Das dreigeschoßige Wohnhaus wurde im 17. Jahrhundert als Pfarrhof errichtet und hat einen kubischen Baukörper. Außerdem besitzt es ein Satteldach, ist vierachsig und hat einfache Eckpilaster.